# 王晓东 (科学家)
王晓东（1963年—），男，河南新乡人，美籍华人科学家，美国科学院院士，中国科学院外籍院士，美国得克萨斯大学西南医学中心教授，北京生命科学研究所所长。

## 生平
王晓东1984年获得北京师范大学生物学学士学位，1991年获得得克萨斯大学西南医学中心生物化学博士学位。
2004年4月当选为美国国家科学院院士，他是当时获选院士最年轻的一位。王晓东的研究方向是细胞死亡，曾经用8年的时间成功分离了几种蛋白，阐明了细胞凋亡的分子通路机理。
2010年10月28日和欧雷强在北京成立百济神州，担任公司董事会成员和科学顾问委员会主席。

## 荣誉
- 2006年獲邵逸夫獎生命科學與醫學獎。[3]
- 2020年获费萨尔国王奖（英语：King Faisal Prize）。[4]